# Martin Haab
Pour les articles homonymes, voir Haab.
Martin Haab, né le 3 mai 1962 à Mettmenstetten (originaire du même lieu et de Meilen), est une personnalité politique suisse du canton de Zurich, membre de l'Union démocratique du centre (UDC).
Il siège au Conseil national depuis juin 2019.

## Biographie
Martin Haab naît le 3 mai 1962 à Mettmenstetten, dans le canton de Zurich. Il est originaire de la même localité et de Meilen, chef-lieu d'un autre district zurichois.
Il exerce la profession d'agriculteur à Mettmenstetten.
Il a le grade de soldat à l'armée.
Il est marié et père de deux enfants.

## Parcours politique
Il siège au Conseil cantonal de Zurich du 9 mai 2011 au 8 juillet 2019,.
Il accède au Conseil national en mars 2019 grâce à l'élection de Natalie Rickli au Conseil d'État du canton de Zurich. Il est réélu en 2019 et 2023. Il siège à la Commission des affaires juridiques (CAJ) jusqu'en décembre 2019, puis après sa réélection en octobre 2019, à la Commission de la science, de l'éducation et de la culture (CSEC).